# Manuel Ferreira
Manuel Nolo Ferreira (Trenque Lauquen, Buenos Aires, 22 de octubre de 1905-Barcelona, 29 de julio de 1983) fue un futbolista argentino. Se desempeñaba como delantero, desarrollando una extensa trayectoria en Estudiantes de La Plata y en la Selección de fútbol de Argentina.

## Trayectoria

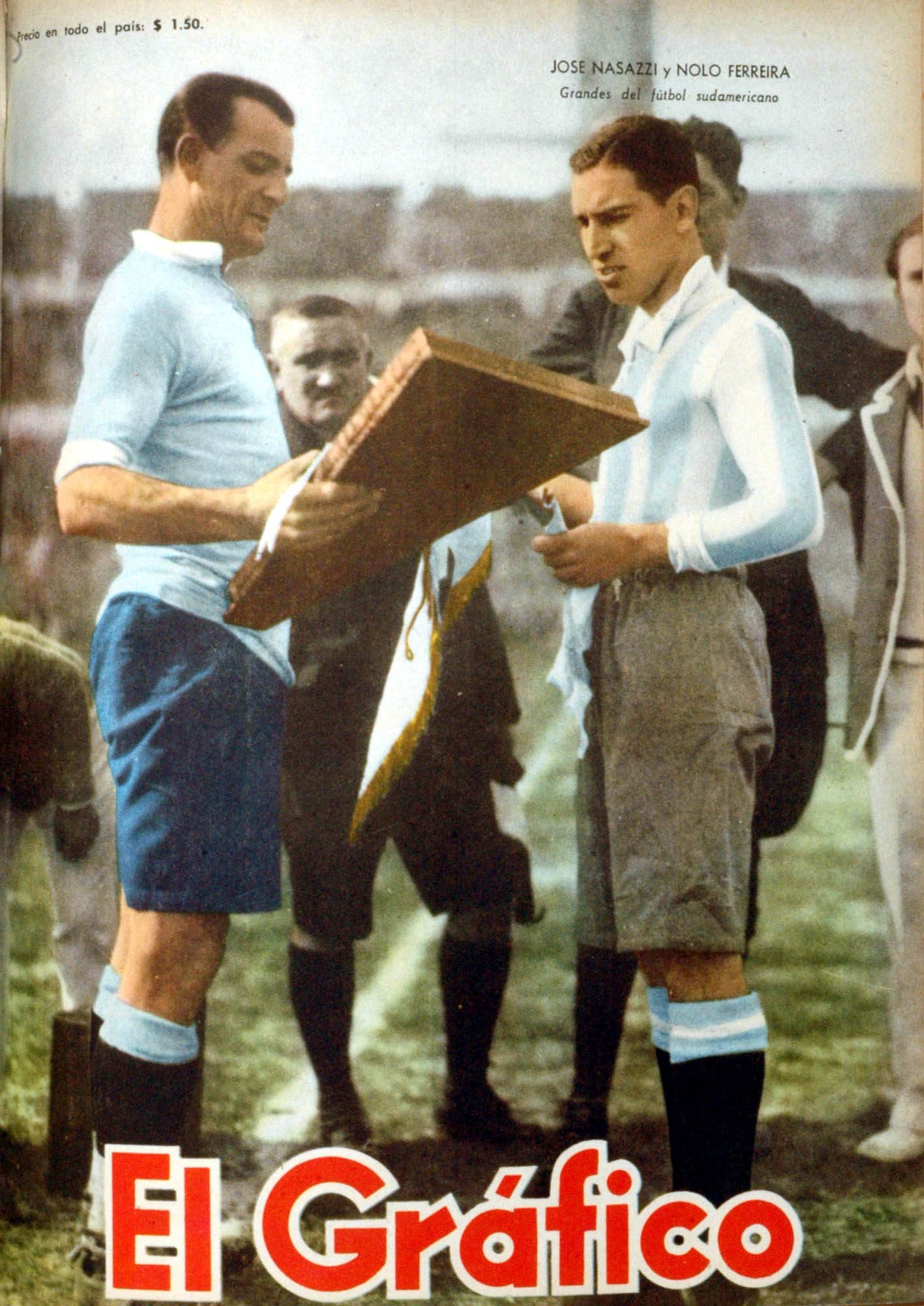
José Nasazzi y Nolo Ferreira en el Campeonato Mundial de Fútbol de 1930, en una foto de la revista El Gráfico de 1956.

Apodado Nolo y Piloto Olímpico, comenzó en el Club Argentino de su Trenque Lauquen natal, desde donde pasó a desempeñarse como centrodelantero en Estudiantes de La Plata, formando parte de la recordada línea de ataque de Los Profesores junto a Alejandro Scopelli, Alberto Zozaya, Miguel Ángel Lauri y Enrique Guaita.

Jugó en Estudiantes desde 1924 hasta 1933. Luego fue transferido a River Plate, para volver al equipo de La Plata hasta 1936, año en el que abandonó la práctica activa del fútbol debido a una lesión en los meniscos.

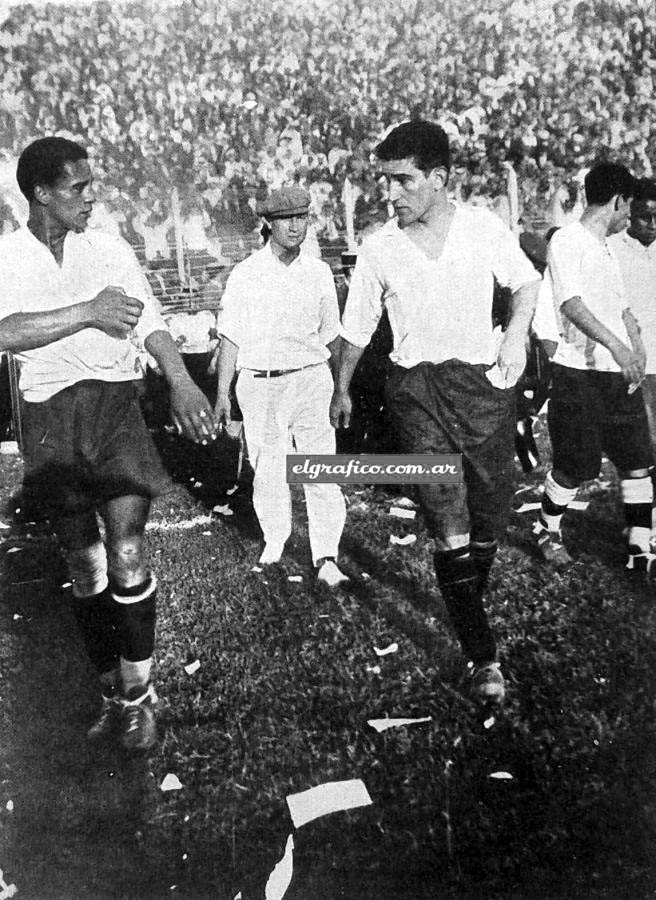
Gideón Silva y Manuel Ferreira, en un partido de fútbol entre Uruguay y Argentina, el 17 de noviembre de 1929.

En el club platense convirtió 100 goles, siendo uno de sus seis máximos goleadores históricos. En su extensa campaña en esta institución, logró destacadas actuaciones, consagrándose subcampeón en el último torneo amateur de Primera División, en 1930, y 3.º en el Campeonato de 1931, donde Estudiantes, pese a no coronarse, convirtió 104 goles y fue el equipo más efectivo del certamen.
En la década de 1920, con música de Agustín Paredes y letra de Carlos Deamici, se difundió un tango en su honor que llevaba su nombre y destacaba «su estética impecable y su técnica sin par».
Retirado de la práctica profesional, se dedicó desde joven a su otra vocación, la escribanía, y a comentar partidos en transmisiones radiales y en columnas de opinión de los diarios argentinos Clarín y El Día. Fue corresponsal periodístico en varios Mundiales de Fútbol y, junto a su excolega Roberto Cherro, trabajó con relatores de la relevancia de Fioravanti.
Falleció a los 77 años en un hospital de Barcelona, España, víctima de cáncer.
A modo de homenaje y en reconocimiento a su trayectoria deportiva, desde 1991, una calle de la localidad bonaerense donde nació Manuel Ferreira, Trenque Lauquen, lleva su nombre, al igual que la filial que el Club Estudiantes de La Plata posee en esa ciudad.
La herencia identitaria de su obra se extendieron a su hijo, Roberto Ferreira, quien, como arquitecto, ganó el concurso internacional para construir el Estadio Único de La Plata, donde Estudiantes desarrolló parte de su localía entre los años 2006 y 2019.

## Selección nacional
Como integrante de la Selección Argentina de Fútbol fue al mismo tiempo capitán y entrenador del representativo que obtuvo la medalla de plata en los Juegos Olímpicos de Ámsterdam 1928; y capitán del plantel que logró el segundo puesto en el primer Campeonato Mundial de Fútbol de Uruguay en 1930.
Durante la disputa de ese Mundial produjo un hecho anecdótico y sin antecedentes, al no alistarse en el encuentro que su equipo debía disputar ante la Selección de México, por la ronda inicial de ese torneo, para rendir un examen en la Facultad de Derecho de la UBA, donde cursaba sus estudios.
Debutó en el Seleccionado argentino en julio de 1927, en un partido por la extinta Copa Newton, ante su par de Uruguay. Hasta 1930, disputó 21 cotejos con 11 goles.
Se consagró, además, campeón del Sudamericano de Fútbol en 1927 y en  1929. Y logró otros tantos récords: su marca de 8 goles en 5 partidos consecutivos es una de las mejores de la historia; y el que le señaló a la Selección de Perú en esa serie, en la Copa América de Lima, es uno de los más rápidos de todos los tiempos del combinado argentino: fue a los 50 segundos de comenzado el encuentro.

### Participaciones en Copas del Mundo
| Mundial                        | Sede    | Resultado  | Partidos | Goles |
| ------------------------------ | ------- | ---------- | -------- | ----- |
| Copa Mundial de Fútbol de 1930 | Uruguay | Subcampeón | 4        | 1     |

### Participaciones en la Copa América
| Copa              | Sede      | Resultado |
| ----------------- | --------- | --------- |
| Copa América 1927 | Perú      | Campeón   |
| Copa América 1929 | Argentina | Campeón   |

## Clubes
| Club                    | País      | Año       |
| ----------------------- | --------- | --------- |
| Estudiantes de La Plata | Argentina | 1924-1933 |
| River Plate             | Argentina | 1933-1934 |
| Estudiantes de La Plata | Argentina | 1935-1936 |

## Palmarés

### Copas internacionales
| Título           | Club                | País         | Año  |
| ---------------- | ------------------- | ------------ | ---- |
| Copa América     | Selección Argentina | Perú         | 1927 |
| Juegos Olímpicos | Selección Argentina | Países Bajos | 1928 |
| Copa América     | Selección Argentina | Argentina    | 1929 |